# Like It
Chansons représentant la Biélorussie au Concours Eurovision de la chanson
Forever
(2018) Da vidna
(2020)
Like It (« Aimer ça ») est une chanson interprétée par Zena ayant été sélectionnée pour représenter la Biélorussie au Concours Eurovision de la chanson 2019 à Tel-Aviv en Israël.

## À l'Eurovision
La chanson Like It a représenté la Biélorussie au Concours Eurovision de la chanson 2019, après que celle-ci et son interprète Zena ont été sélectionnées lors de la sélection nationale à travers le concours de télé-réalité musical Nationalny Otbor.
La Biélorussie participe à la première demi-finale, le 14 mai 2019. Le pays y termine 10e avec 122 points, se qualifiant de justesse avec juste deux points d'écart avec la Pologne arrivée 11e. La Biélorussie termine finalement 24e avec 31 points lors de la finale.